# Coupe du monde de polo sur neige Cartier
La Coupe du monde de polo sur neige Cartier (en anglais, Cartier Polo World Cup on Snow) est une compétition de polo qui se tient chaque année dans la station suisse de sports d'hiver de Saint-Moritz depuis 1985.
C'est le seul tournoi de polo à se dérouler sur un lac gelé.

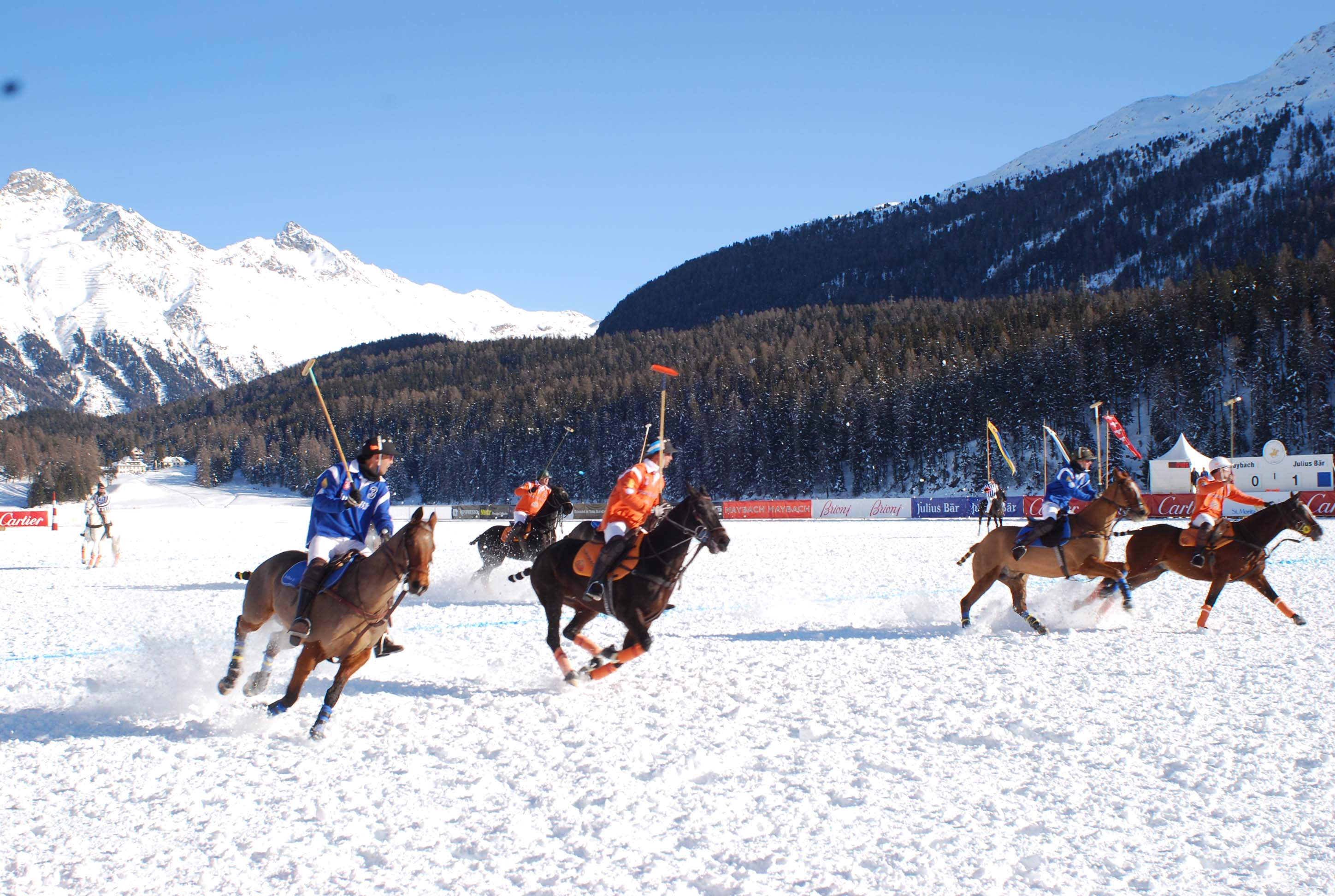
Les joueurs sur le lac gelé, en 2008
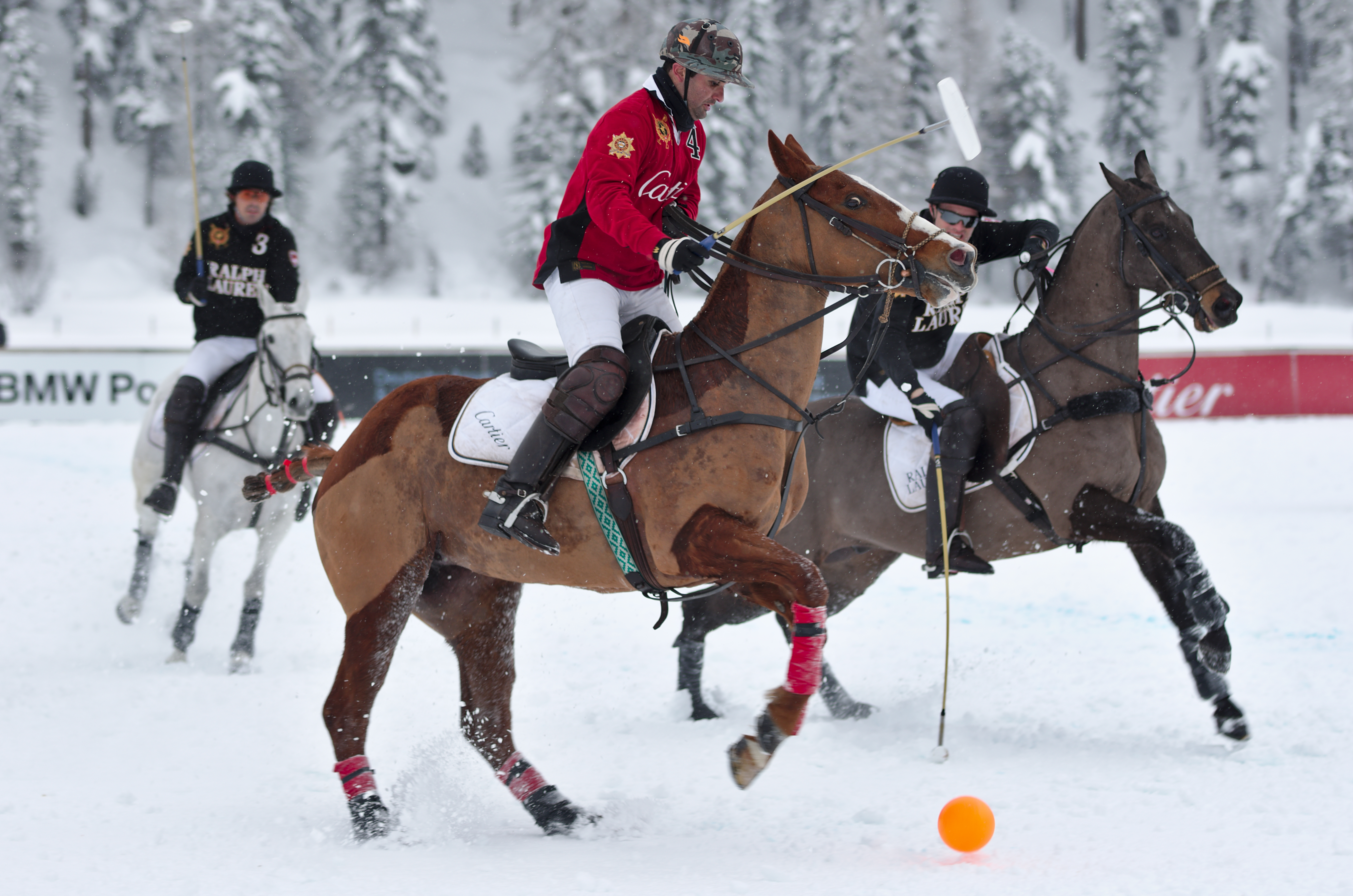
Match opposant les équipes Cartier (en rouge) et Ralph Lauren, lors de la 30e édition de la Coupe du monde de polo sur neige Cartier à Saint-Moritz, en février 2014
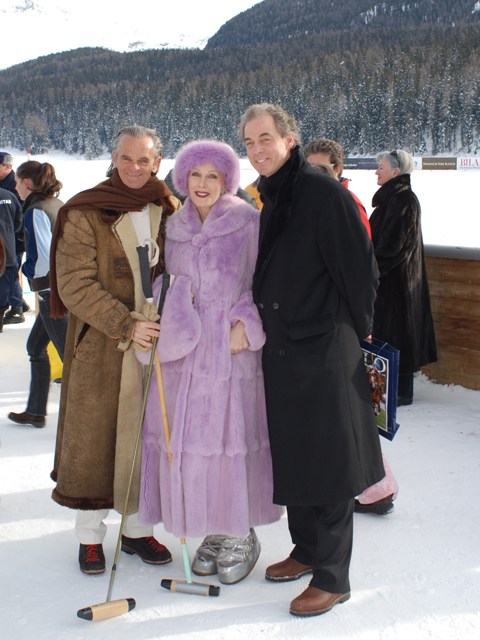
Les spectateurs
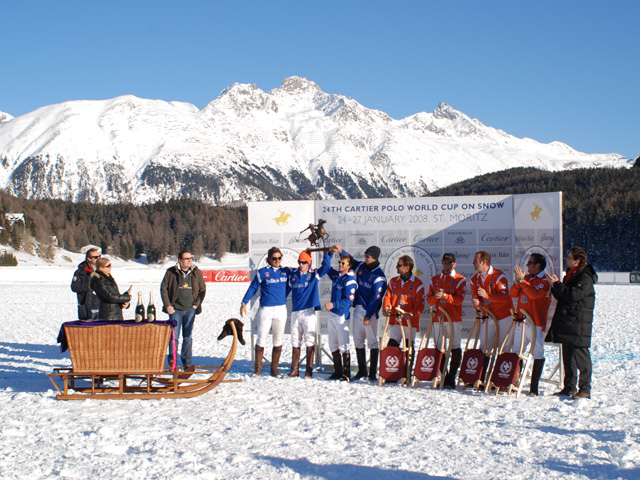
Les lauréats, en 2008